# 横越 (新潟市)
- 日本 > 新潟県 > 新潟市 > 江南区 (新潟市) > 横越 (新潟市)
- 日本 > 新潟県 > 新潟市 > 北区 (新潟市) > 横越 (新潟市)

横越 （よこごし）は、新潟県新潟市江南区と北区の大字。郵便番号は江南区が950-0204、北区が950-3350。

## 概要
1901年（明治34年）から現在までの大字。阿賀野川下流左岸に位置する。もとは江戸時代から1901年（明治34年）まであった横越村の区域の一部で、1596年（文禄5年）の直江兼続条目写には「一、横こし島」とあり横越島と呼ばれていた。また江戸時代を通じて亀田郷横越組の政治的中心であった。
産業は農業が中心だが、国道49号が東西を貫通しているため沿線の開発が著しく、区域内には4つの団地が造成されて市街化している。

## 歴史

### 分立した町字
1999年（平成11年）から2000年（平成12年）にかけて、以下の町字が分立。
横越中央（よこごしちゅうおう）
1999年（平成11年）11月1日に横越から分立した町字。郵便番号は950-0208。
横越東町（よこごしひがしちょう）
2000年（平成12年）1月17日に横越から分立した町字。郵便番号は950-0209。
横越上町（よこごしかみちょう）
2000年（平成12年）1月17日に横越から分立した町字。郵便番号は950-0210。
いぶき野（いぶきの）
2002年（平成14年）10月26日に横越から分立した町字。郵便番号は950-0218。
茜ヶ丘（あかねがおか）
2000年（平成12年）2月21日に横越から分立した町字。郵便番号は950-0212。
横越川根町（よこごしかわねちょう）
2000年（平成12年）2月21日に横越から分立した町字。郵便番号は950-0211。

### 年表
- 1889年（明治22年）4月1日 - 町村制施行に伴い中蒲原郡横越村が村制施行し、横越村（よこごしむら）が発足[5]。
- 1901年（明治34年） - 合併により新設された横越村の大字となる[5]。
- 1926年（大正15年） - 一部から藤山、駒込が分立。
- 1996年（平成 8年）11月1日 - 横越村が町制施行し、横越町の大字となる。
- 2005年（平成17年）3月21日 - 合併により新潟市の大字となる。
- 2007年（平成19年） 4月1日 - 新潟市が政令指定都市に移行したことにより、江南区と北区の大字となる。

## 出身者
- 建部遯吾〔社会学者・貴族院議員（勅選議員）〕
- 神田坤六〔元群馬県知事・元内務官僚　〕